# Nonil-fenol
A nonil-fenol vagy nonil-fenolok az alkil-fenolok egy csoportja, ami kereskedelmi szempontból azért lehet érdekes, mert mosószerek egy prekurzora. Évente több millió kilogrammot gyártanak belőle.

## Előállítása és tulajdonságai
A nonil-fenolok gyártása a fenolok nonének keverékével végzett savkatalizált alkilezésével történik. Az elágazó láncú nonilcsoport a 4-es és ritkábban a 2-es pozícióban kapcsolódik a fenolgyűrűhöz. Az izomerek keveréke halványsárga folyadék, jóllehet a tiszta vegyület színtelen. A nonil-fenolok nem oldódnak jól vízben, ugyanakkor alkoholban oldhatóak. A természetben a nonil-fenolok a mosószerként használatos nonil-fenol-etoxilát bomlásával jönnek létre.

## Veszélyei
A nonil-fenolok képesek az ösztrogén utánzására, ami megbontja az érintett élőlények hormonális egyensúlyát. A nonil-fenolok számos szennyvíz csatornában megtalálhatóak és így a környezetbe is kikerülhetnek, ami problémát jelenthet a természetes vizek ökoszisztémájára. A nonil-fenolok használata éppen ezért az Európai Unióban korlátozott.